# Jeff Duncan
Jeffrey D. Duncan, né le 7 janvier 1966 à Greenville, est un homme politique américain, membre du Parti républicain. Il représente le 3e district de Caroline du Sud à la Chambre des représentants des États-Unis de 2011 à 2025.
Il est connu pour ses positions conservatrices.